# Reinante
Reinante (llamada oficialmente Santiago de Reinante) es una parroquia española del municipio de Barreiros, en la provincia de Lugo, Galicia.

## Organización territorial
La parroquia está formada por ocho entidades de población:
- Barrosa (A Barrosa)
- Cruz (A Cruz)
- Proída (A Proída)
- Torre (A Torre)
- Barreiro (O Barreiro)
- Foro (O Foro)
- Reinante-Praia
- Vista Alegre

## Demografía
| Gráfica de evolución demográfica de Reinante entre 2000 y 2019 |
|                                                                |
| Datos según el nomenclátor publicado por el INE.               |